# Fannia leucosticta
Fannia leucosticta är en tvåvingeart som först beskrevs av Johann Wilhelm Meigen 1838.  Fannia leucosticta ingår i släktet Fannia och familjen takdansflugor. Inga underarter finns listade i Catalogue of Life.